# ゲンナジー・ブルブリス
ゲンナージー・エドゥアールドヴィチ・ブールブリス（ロシア語: Генна́дий Эдуа́рдович Бу́рбулис, ラテン文字転写: Gennadii Eduardovich Burbulis, 1945年8月4日 –  2022年6月19日）は、ロシア連邦の政治家。エリツィン時代前期の国務長官。同郷のエリツィンの側近として権勢を振るい、「灰色の枢機卿」の異名を取った。ドイツ語に堪能である。

## 生涯
1945年8月4日、ソビエト連邦ロシア連邦共和国のスヴェルドロフスク州ペルヴォウラリスク市生まれ。ロシア人であるが、「ブルブリス」というリトアニア系の苗字は、第一次世界大戦の時に祖父がリトアニアからウラルに移住したことに由来するという。
1962年から地元のペルヴォウラリスク市で電気工として働き、兵役を終えた後、スヴェルドロフスク市（現在のエカテリンブルク市）に移り、工場に勤務する。その後、ウラル大学哲学部に入学し、1974年に同大学を卒業する。この間にソ連共産党に入党する。1981年、哲学博士候補の学位を取得する。1982年からエリツィンの母校でもあるウラル工科大学（ウラル総合技術大学）で教職に就き、同大学助手、助教授となる。
1987年、ソ連最初の政治クラブ「討論の演壇」を創設する。1989年3月、ソ連人民代議員に当選し、最高会議議員にも選出された。1990年、ソ連共産党を離党する。同年1月、エリツィン・ロシア最高会議議長全権代表兼直属調整顧問会議議長となり、エリツィン最側近となる。1991年6月のロシア大統領選挙では、エリツィン陣営の選挙参謀として選挙運動を指揮した。かくてエリツィン大統領が誕生すると、国務長官（1991年 - 1992年「ロシア連邦国務長官」、1992年5月 - 11月「ロシア連邦大統領直属国家評議会書記」を兼務）になる。1991年11月から第一副首相を兼任、エリツィン政権内のナンバー2になる。1991年12月7日・8日の両日、「ベロヴェーシの森の陰謀」と呼ばれるエリツィン、ウクライナの大統領レオニード・クラフチュク、ベラルーシ最高会議議長スタニスラフ・シュシケビッチという、ソビエト連邦構成共和国の要となるスラヴ系3カ国首脳によるソ連解体の筋書きを作った張本人とされる。このような政界の黒幕的性格から「灰色の枢機卿」とあだ名される。
佐藤優は、在ロシア日本国大使館に勤務していた当時、「理由はよくわからないが」ブルブリスに気に入られて家族ぐるみで付き合い、事務所だけでなく自宅や別荘への訪問も許されていた。佐藤によるとブルブリスは徹底した能力主義者で、自分の陣営でも能力不足とみなした相手には冷淡だったため、敵が多かった。ショック療法で市場経済をしゃにむに導入しようとしたエゴール・ガイダルとともに、反エリツィン陣営の攻撃の矢面に立たされた。1992年3月、大統領直属顧問会議副議長に就任、4月に第一副首相を解任される。5月に大統領直属国務長官となるが、11月26日に大統領直属国務長官制が廃止となる。同日に大統領首席顧問に就任するが、12月14日に解任と、エリツィンと反エリツィン陣営の対立の狭間にあった。
知日派として知られ、1993年に訪日した際には北方領土返還論を展開した。
1993年12月の下院（国家会議）選挙で、急進改革派の政治ブロック「ロシアの選択」から比例区で下院議員に当選する。しかし4ヵ月後、「ロシアの選択」から離脱し、無所属となる。その後、シンクタンク「ロシア戦略財団」を創設し、総裁に就任する。1995年、スヴェルドロフスク州ペルヴォウラリスク小選挙区から立候補し下院議員に再選された。2001年から2007年まで上院（連邦会議）議員。
ロシア政界では、エリツィン政権後期からウラジーミル・プーチンが頭角を現し、ロシアの首相と大統領を交互に務め、独裁的な政権を確立。ロシアによるクリミアの併合（2014年）など旧ソ連圏への勢力・領土拡大政策を進めた。ブルブリスは、2017年にウクライナのテレビ局から取材を受けてプーチン政権の対ウクライナ政策を非難し、クリミアをウクライナに返還すべきと発言した。
2022年6月19日、訪問先のアゼルバイジャンの首都バクーで死去。76歳没。
ソビエト連邦の崩壊を「20世紀最大の惨事」と呼ぶプーチンが統治するロシアでは、ソ連解体を決定づけた人物として政治エリートからも国民からも評価は低く、クリミア併合批判を公にした後はマスメディアに登場することもなくなった。佐藤の回想によると、日本との北方領土問題解決を含めて、ソ連の独裁者ヨシフ・スターリン以来の膨張主義政策と決別することがロシアの長期的国益につながるという信念を語っていたという。

## 参考記事
「ソ連を崩壊させた男　ブルブリス氏の世界観」佐藤優・知の技法出世の作法第745回　週刊東洋経済2022年10月1日号86ページ
ブルブリスと面識のあった佐藤が、ブルブリスの思考や思想についてつまびらかにしている。この記事で佐藤は、「これまでに面識を持った人々の中で、最も頭のよい人物だった」としている。